# Mùa bão Tây Bắc Thái Bình Dương 2025
Mùa bão Tây Bắc Thái Bình Dương 2025 là một sự kiện diễn ra trong chu kỳ hình thành Xoáy thuận nhiệt đới hàng năm ở phía Tây Bắc Thái Bình Dương. Mùa sẽ kéo dài trong suốt năm 2025, nhưng hầu hết các xoáy thuận nhiệt đới thường phát triển trong khoảng từ tháng 5 đến tháng 10. Phạm vi của bài viết này chỉ giới hạn ở phía Bắc đường xích đaọ, từ 100°Đ và phía Tây của kinh tuyến 180°. Trong vùng Tây Bắc Thái Bình Dương, có hai cơ quan riêng biệt đặt tên cho các xoáy thuận nhiệt đới, điều này thường dẫn đến một xoáy thuận có hai tên. Cục Khí tượng Nhật Bản (JMA) sẽ đặt tên và nâng cấp thành bão cho một xoáy thuận nếu nó có tốc độ gió duy trì trong 10 phút ít nhất là 65 km/h (40 mph) ở bất kỳ nơi nào trong lưu vực. Cục quản lý Thiên văn, Địa vật lý và Khí quyển Philippines (PAGASA) sẽ đặt tên cho các xoáy thuận nhiệt đới di chuyển vào hoặc hình thành dưới dạng áp thấp nhiệt đới trong Khu vực trách nhiệm của Philippines (PAR) nằm giữa 135°Đ và 115°Đ và giữa 5°B–25°B, bất kể xoáy thuận nhiệt đới đó đã được JMA đặt tên hay chưa. Áp thấp nhiệt đới cũng sẽ được Trung tâm Cảnh báo Bão Liên hợp (JTWC)  gán một số có hậu tố "W"; W nghĩa là phía Tây (West), ám chỉ khu vực phía Tây Thái Bình Dương.

## Khái quát chung về mùa bão

### Dự báo mùa bão
Trong một năm (hoặc một mùa bão) một số cơ quan khoa học và cơ quan khí tượng dự báo có bao nhiêu xoáy thuận nhiệt đới (một số cơ quan dự báo có dự báo số lượng xoáy thuận nhiệt đới theo độ mạnh) sẽ hình thành trong một mùa và có bao nhiêu cơn bão nhiệt đới sẽ ảnh hưởng đến một quốc gia cụ thể. Các cơ quan này bao gồm Hiệp hội Rủi ro Bão nhiệt đới (TSR) của Đại học College London, PAGASA, Cục Thời tiết Trung ương Đài Loan (CWA). Trung tâm Dự báo Khí tượng Thuỷ văn Quốc gia (NCHMF) cũng dự báo số lượng bão và áp thấp nhiệt đới trên biển Đông.
| Ngày dự báo của TSR      | Tropical Storm ( Bão nhiệt đới) | Typhoon (Bão cuồng phong/bão rất mạnh) | Intense Typhoon (Bão cuồng phong dữ dội) | ACE (Năng lượng lốc xoáy tích lũy) | Ref. (Chú thích) |
| ------------------------ | ------------------------------- | -------------------------------------- | ---------------------------------------- | ---------------------------------- | ---------------- |
| Trung bình (1991–2020)   | 25,5                            | 16,0                                   | 9,3                                      | 301                                | -                |
| 7 tháng 5, 2025          | 25                              | 15                                     | 8                                        | 266                                | -                |
| Thời gian công bố dự báo | Trung tâm dự báo                | Khoảng thời gian                       | Khu vực dự báo                           | Số lượng xoáy thuận                | Tham khảo        |
| 23 tháng 1, 2025         | PAGASA                          | Tháng 1-3                              | -                                        | 0-3 XTNĐ                           | -                |
| 23 tháng 1, 2025         | PAGASA                          | Tháng 4-6                              | -                                        | 2-5 XTNĐ                           | -                |
|                          | NCHMF                           | Tháng 6-11                             | -                                        | 11-13 XTNĐ                         | -                |

### Trên biển Đông và đất liền Việt Nam
Kể từ năm 2021, phân loại bão và áp thấp nhiệt đới ở Việt Nam được thực hiện Quyết định số 18/QĐ-TTg của Thủ tướng Chính phủ, ban hành ngày 22 tháng 4 năm 2021. Theo đó bão và áp thấp nhiệt đới (ATNĐ) ở Việt Nam gồm 05 cấp: Áp thấp nhiệt đới (ATNĐ) (cấp 6-7), Bão (bão thường, cấp 8-9), Bão mạnh (cấp 10-11), Bão rất mạnh (cấp 12-15), Siêu bão (từ cấp 16 trở lên). Cũng theo quyết định này, Trung tâm Dự báo Khí tượng Thủy văn Quốc gia dùng thang sức gió Beaufort mở rộng đến cấp 17 để đánh giá tốc độ gió bão và Việt Nam xác định sức gió mạnh nhất trong xoáy thuận nhiệt đới được tính trung bình trong 2 phút.
Từ ngày 1 tháng 7 năm 2025, việc xác định địa phương đổ bộ của bão và áp thấp nhiệt đới tại Việt Nam được thực hiện theo danh sách 34 tỉnh thành mới theo Nghị quyết 202 của Quốc hội Việt Nam ngày 12 tháng 6 năm 2025 về sắp xếp đơn vị hành chính cấp tỉnh. Theo đó có 21 tỉnh thành Việt Nam giáp biển gồm:
- Bắc Bộ: Quảng Ninh, Hải Phòng (sáp nhập với Hải Dương cũ), Hưng Yên (sáp nhập từ Hưng Yên và Thái Bình cũ), Ninh Bình (sáp nhập từ Hà Nam, Nam Định và Ninh Bình cũ)
- Trung Bộ: 
  - Bắc Trung Bộ: Thanh Hoá, Nghệ An, Hà Tĩnh
  - Trung Trung Bộ: Quảng Trị (sáp nhập với tỉnh Quảng Bình cũ), Huế (từ tỉnh Thừa Thiên-Huế cũ), Đà Nẵng (sáp nhập với Quảng Nam cũ), Quảng Ngãi (sáp nhập với Kon Tum cũ)
  - Nam Trung Bộ: Gia Lai (sáp nhập từ Gia Lai và Bình Định cũ), Đắk Lắk (sáp nhập từ Đắk Lắk và Phú Yên cũ), Khánh Hoà (sáp nhập với Ninh Thuận cũ), Lâm Đồng (sáp nhập từ Lâm Đồng, Đắk Nông và Bình Thuận cũ)
- Nam Bộ: Thành phố Hồ Chí Minh (sáp nhập từ Bình Dương, Thành phố Hồ Chí Minh và Bà Rịa - Vũng Tàu cũ), Đồng Tháp (sáp nhập từ Đồng Tháp với Tiền Giang cũ), Vĩnh Long (sáp nhập từ Vĩnh Long, Bến Tre và Trà Vinh cũ), Cần Thơ (sáp nhập từ Cà Mau, Hậu Giang, Sóc Trăng cũ), Cà Mau (sáp nhập với Bạc Liêu cũ), An Giang (sáp nhập từ An Giang và Kiên Giang cũ).

Việc thực hiện xác định vị trí đổ bộ được xác định đến cấp xã, do bỏ đơn vị hành chính cấp huyện.
| Phân loại                  | Số lượng bão và ATNĐ theo tháng | Số lượng bão và ATNĐ theo tháng | Số lượng bão và ATNĐ theo tháng | Số lượng bão và ATNĐ theo tháng | Số lượng bão và ATNĐ theo tháng | Số lượng bão và ATNĐ theo tháng | Số lượng bão và ATNĐ theo tháng | Số lượng bão và ATNĐ theo tháng | Tổng |
| Phân loại                  | Tháng 2                         | Tháng 6                         | Tháng 7                         | Tháng 8                         | Tháng 9                         | Tháng 10                        | Tháng 11                        | Tháng 12                        | Tổng |
| -------------------------- | ------------------------------- | ------------------------------- | ------------------------------- | ------------------------------- | ------------------------------- | ------------------------------- | ------------------------------- | ------------------------------- | ---- |
| ATNĐ (cấp 6-7)             | 1                               | 1                               | 0                               | 2                               | 0                               | 0                               | 0                               | 0                               | 4    |
| Bão (bão thường) (cấp 8-9) | 0                               | 0                               | 0                               | 0                               | 0                               | 0                               | 0                               | 0                               | 0    |
| Bão mạnh (cấp 10-11)       | 0                               | 1                               | 1                               | 0                               | 0                               | 0                               | 0                               | 0                               | 2    |
| Bão rất mạnh (cấp 12-15)   | 0                               | 0                               | 2                               | 0                               | 0                               | 0                               | 0                               | 0                               | 2    |
| Siêu bão (≥ cấp 16)        | 0                               | 0                               | 0                               | 0                               | 0                               | 0                               | 0                               | 0                               | 0    |
| Tổng                       | 1                               | 2                               | 3                               | 2                               | 0                               | 0                               | 0                               | 0                               | 8    |

| Bão số             | Tên quốc tế                       | Khu vực đổ bộ         | Tâm bão đi qua (Việt Nam) | Tâm bão đi qua (Việt Nam)            | Thời gian vào bờ tại Việt Nam | Cấp gió lúc đổ bộ vào Việt Nam | Cấp gió mạnh nhất trên biển Đông | Các khu vực ảnh hưởng | Ghi chú |
| Bão số             | Tên quốc tế                       | Khu vực đổ bộ         | Tỉnh                      | Trạm khí tượng/thủy văn gần bão nhất | Thời gian vào bờ tại Việt Nam | Cấp gió lúc đổ bộ vào Việt Nam | Cấp gió mạnh nhất trên biển Đông | Các khu vực ảnh hưởng | Ghi chú |
| ------------------ | --------------------------------- | --------------------- | ------------------------- | ------------------------------------ | ----------------------------- | ------------------------------ | -------------------------------- | --------------------- | ------- |
| 1                  | Wutip                             | Nam Trung Quốc        | -                         | -                                    | -                             | -                              | Cấp 11                           | -                     | -       |
| 2                  | Danas                             | Đài Loan, Chiết Giang | -                         | -                                    | -                             | -                              | Cấp 12                           | -                     | -       |
| 3                  | Wipha                             | Bắc Bộ                | Ninh Bình                 | Văn Lý (phía Bắc trạm)               | 10h ngày 22 tháng 7           | Cấp 10                         | Cấp 12                           | Bắc Bộ, Bắc Trung Bộ  | -       |
| 4                  | Co-may                            | Bắc đảo Lu Dông       | -                         | -                                    | -                             | -                              | Cấp 10                           | -                     | -       |
| ATNĐ               |                                   |                       |                           |                                      |                               |                                |                                  |                       |         |
| ATNĐ tháng 2       | -                                 | Tan trên biển         | -                         | -                                    | -                             | -                              | Cấp 6                            | -                     | -       |
| ATNĐ tháng 6       | 03W Số hiệu JTWC                  | Nam Trung Quốc        | -                         | -                                    | -                             | -                              | Cấp 6-7                          | -                     | -       |
| ATNĐ tháng 8       | Fabian Tên địa phương Philippines | Bắc Đảo Lu Dông       | -                         | -                                    | -                             | -                              | Cấp 6                            | -                     | -       |
| ATNĐ thứ 2 tháng 8 | 17W Số hiệu JTWC                  | Bắc Bộ                | Quảng Ninh                | Cửa Ông                              | 4h sáng ngày 19 tháng 8       | Cấp 6                          | Cấp 6-7                          | Bắc Bộ, Bắc Trung Bộ  | -       |

*Ghi chú
1. ↑   Lấy theo cấp gió của Trung tâm Dự báo khí tượng thủy văn quốc gia Việt Nam.

Tóm tắt mùa bão 2025 tại biển Đông và đất liền Việt Nam

## Các hệ thống xoáy thuận

### Áp thấp nhiệt đới tháng 2 trên biển Đông
Vào 19:00 ngày 11 tháng 2, JMA ghi nhận một áp thấp nhiệt đới đã hình thành ở biển Đông, vùng phía Tây quần đảo Trường Sa. Rãnh áp thấp nối với áp thấp nhiệt đới này là nguyên nhân gây ra đợt mưa trái mùa lịch sử tại Nam Bộ. NCHMF cho biết áp thấp nhiệt đới đã suy yếu thành vùng áp thấp vào lúc 10:00 ngày 14 tháng 2. JMA ghi nhận áp thấp nhiệt đới suy yếu thành vùng áp thấp vào ngày 16, nhưng sau đó lại cho rằng nó mạnh lên thành áp thấp nhiệt đới và tiếp tục theo dõi vào cùng ngày. Cuối cùng, JMA đã ngừng theo dõi áp thấp nhiệt đới vào chiều ngày hôm sau.

### Bão Wutip (Bão số 1)
Tối ngày 9 tháng 6, JMA công nhận một áp thấp nhiệt đới hình thành ở vùng biển phía Đông quần đảo Hoàng Sa. Sáng ngày 10 tháng 6, NCHMF công nhận vùng áp thấp trên biển Đông mạnh lên thành áp thấp nhiệt đới và JMA dự báo áp thấp nhiệt đới có khả năng cao mạnh lên thành bão nhiệt đới trong 24 giờ tới. Chiều ngày 10 tháng 6: NCHMF cho biết sức gió mạnh nhất của áp thấp nhiệt đới mạnh lên cấp 7 và dự báo có khả năng mạnh lên thành bão trong 24 giờ tới và JTWC nhận định hình thái này (số hiệu JTWC là 92W) có khả năng cao trở thành một xoáy thuận nhiệt đới trong 24 giờ tới. Tối ngày 10 tháng 6, JTWC cho biết hình thái đã trở thành một áp thấp nhiệt đới và thay đổi định danh cho hình thái này là 01W. Sáng ngày 11 tháng 6, JMA và NCHMF đều cho biết áp thấp nhiệt đới đã mạnh lên thành một cơn bão. JMA đặt tên cho cơn bão là Wutip, NCHMF định danh đây là bão số 1. Đầu ngày 13 tháng 6, JMA phân tích cường độ gió bão lên 50 kn (95 km/h), tương ứng với cấp bão nhiệt đới mạnh (STS, severe tropical storm). NCHMF nhận định bão mạnh lên cấp 10 vào lúc 04:00 ngày 13 tháng 6. Trưa ngày 13 tháng 6, NCHMF phát tin bão khẩn cấp và nhận định bão mạnh lên cấp 11. Sáng ngày 14 tháng 6, JTWC nhận định cường độ bão đạt 65 kn (120 km/h), tương ứng với bão cấp 1 trên thang bão Saffir–Simpson, khi bão ở trên vịnh Bắc Bộ. Theo Trung tâm Khí tượng Quốc gia trực thuộc Cục Khí tượng Trung Quốc (CMA), cơn bão đổ bộ vào Hải Nam và Trạm Giang với cường độ 30 m/s (110 km/h). Kể từ bản tin lúc 14:00 ngày 14 tháng 6, NCHMF không còn phát "tin bão khẩn cấp" về bão số 1. Cũng trong buổi chiều cùng ngày, JTWC phát tin cuối cùng về bão sau khi bão đi vào đất liền Lôi Châu, cho biết bão suy yếu thành bão nhiệt đới thường (tropical storm). NCHMF phát tin cuối cùng về bão vào tối ngày 14 tháng 6, cho biết bão đã suy yếu thành áp thấp nhiệt đới sau khi đi vào đất liền Quảng Đông. JMA cũng phát khuyến cáo cuối cùng về cơn bão vào đầu ngày hôm sau khi cho rằng bão đã suy yếu thành áp thấp nhiệt đới.
Ở Philippines, vùng áp thấp tiền thân của Wutip, cùng với gió mùa Tây Nam, khiến ít nhất ba người chết, một người bị thương, 790 ngôi nhà bị hư hại và hai thành phố mất điện.
Trên đảo Hải Nam, gió giật ở vùng ven biển quanh đảo phổ biến đạt cấp 9 đến cấp 11, một số nơi có gió giật đạt cấp 12 trở lên, gió giật đạt 36,1 m/s (130 km/h)–tương ứng với cấp 12 ghi nhận tại Cát Dương, tại Thiên Nhai đã ghi nhận gió giật 37,8 m/s (136 km/h)–tương ứng với cấp 13 và tổng lượng mưa từ 08:00 ngày 10 đến 16:00 ngày 14 (giờ CST) đạt 667,9mm . Gió giật tại trấn Bắc Hoà (Lôi Châu, Trạm Giang) và trấn Nam Thuỷ (Kim Loan, Châu Hải) đều đạt 32,6 m/s (117 km/h)–tương ứng với cấp 11. Tổng lượng mưa tại Sa Pha (Lục Xuyên, Quảng Tây) đạt 371,2mm từ sáng ngày 12 đến sáng ngày 15. Có 3 người chết ở Lục Xuyên và 2 người chết ở Sầm Khê, tất cả đều do bị vùi lấp bởi sự cố lở đất.
Một số đảo của Việt Nam ghi nhận gió mạnh như đảo Bạch Long Vĩ ghi nhận gió cấp 8 giật cấp 9, đảo Cồn Cỏ và đảo Hòn Ngư đã ghi nhận gió mạnh cấp 7, Cô Tô ghi nhận gió cấp 6. Trên đất liền Việt Nam, Bãi Cháy ghi nhận gió cấp 7, Cửa Ông (Quảng Ninh) ghi nhận gió mạnh cấp 6 giật cấp 7. Cơn bão cũng gây ra một đợt mưa lớn trên diện rộng hiếm gặp vào giữa mùa hè ở miền Trung. Lượng mưa trong vòng 24 giờ (tính từ 14:00 ngày 11 đến 14:00 ngày 12) tại Bạch Mã (Huế) đạt 743,8mm; Suối Đá (Đà Nẵng) đạt 478,8mm. Theo thống kê tới ngày 14 tháng 6, mưa lũ làm 11 người chết ở  Huế, Quảng Trị (bao gồm tỉnh Quảng Bình cũ).

### Áp thấp nhiệt đới Auring
Vào ngày 11 tháng 6, JMA thông báo một áp thấp nhiệt đới hình thành ở vùng biển phía Đông Philippines.
Tại Đài Loan, lượng mưa lớn được ghi nhận ở quận Đại Liêu là 205,5mm. Ít nhất một người đã thiệt mạng và bốn người khác bị thương do cơn bão. Tại Philippines, Auring đã gây ra mưa với lượng mưa từ mức trung bình đến lớn và giông tại các tỉnh Batanes và Cagayan.

### Bão Sepat
JMA báo cáo một áp thấp nhiệt đới đã hình thành vào lúc 01:00 ngày 22 tháng 6 ở vùng biển phía Đông Bắc quần đảo Mariana.
Chiều ngày 22 tháng 6, JTWC công nhận áp thấp nhiệt đới hình thành và định danh cho nó là 02W.

### Áp thấp nhiệt đới 03W (ATNĐ tháng 6 trên biển Đông)
Sáng ngày 24 tháng 6, JMA báo cáo một áp thấp nhiệt đới hình thành ở biển Đông, vùng phía Tây Philippines.
Chiều ngày 24 tháng 6, NCHMF thông báo vùng áp thấp trên biển Đông mạnh lên thành áp thấp nhiệt đới.
Chiều ngày 25 tháng 6, JTWC công nhận hình thái là áp thấp nhiệt đới và định danh cho hình thái là 03W.
Đầu ngày 27 tháng 6, NCHMF cho biết áp thấp nhiệt đới suy yếu thành một vùng áp thấp.
Một số nơi trên đảo Hải Nam ghi nhận gió mạnh và mưa to do ảnh hưởng của áp thấp nhiệt đới. Một trạm thời tiết ở Mộc Lan (Phô Tiền, Văn Xương) đã ghi nhận tốc độ gió trung bình trong 10 phút đạt 23,4 m/s (84 km/h), gió giật đạt 29,6 m/s (107 km/h)–tương ứng với gió mạnh cấp 9 giật cấp 11. Lượng mưa tại tại một số nơi trên đảo này vượt 200mm, cao nhất là 242,8mm ghi nhận tại Cẩm Sơn (Văn Xương).
 

Tại thành phố Trạm Giang (Quảng Đông), gió giật phổ biến tại đây chủ yếu đạt cấp 8–9, một trạm thời tiết ở Nam Tam (khu Pha Đầu) ghi nhận gió giật 22,7 m/s (82 km/h)–tương ứng với cấp 9, cá biệt có một trạm ở huyện Từ Văn ghi nhận tốc độ gió trung bình 27,3 m/s (98 km/h) và gió giật 30,6 m/s (110 km/h), tương ứng với gió mạnh cấp 10 giật cấp 11.

### Bão Mun
Vào ngày 1 tháng 7, JMA thông báo rằng một áp thấp nhiệt đới mới đã phát triển gần Quần đảo Bắc Mariana. Sau đó trong ngày, JTWC đã chỉ định hệ thống này là áp thấp nhiệt đới, do đó đặt tên là 04W. Mặc dù ban đầu hoàn lưu của nó bị lộ ra, nhưng đến ngày 2 tháng 7, cơn bão đã mạnh lên thành bão nhiệt đới, và nó được đặt tên là Mun vào cuối ngày hôm đó. Sáng sớm ngày 3 tháng 7, đối lưu của Mun suy yếu khi không khí khô bị phá vỡ  cơn bão, mặc dù nó bắt đầu phục hồi vào cuối ngày hôm đó khi đối lưu sâu quay trở lại. Sau đó, Mun di chuyển qua các điều kiện bất lợi, với lý do là môi trường không khí khô, dòng chảy yếu hướng về xích đạo ở trên cao, gió đứt đông bắc mạnh, góp phần làm suy yếu trở lại thành bão nhiệt đới vào ngày 7 tháng 7. JTWC sau đó đã ngừng cảnh báo về bão Mun vào ngày 8 tháng 7 khi nó bắt đầu di chuyển qua vùng nước lạnh hơn, khiến lớp đối lưu sâu của nó sụp đổ.

### Bão Danas (Bising) (Bão số 2)
Cơn bão đổ bộ vào huyện Gia Nghĩa, Đài Loan vào lúc 23:40 ngày 6 tháng 7 theo giờ địa phương. Trên đảo Đài Loan đã xuất hiện một số nơi có gió giật mạnh từ cấp 16 trở lên. Ở thành phố Đài Nam, tốc độ gió duy trì 44,4 m/s (160 km/h) và gió giật lên tới 54,6 m/s (197 km/h)–tương ứng với gió mạnh cấp 14 giật cấp 16 đã được ghi nhận tại Bắc Môn; gió giật mạnh nhất ghi nhận tại Thất Cổ đạt 55,4 m/s (199 km/h)–tương ứng với gió giật cấp 16. Gió giật tại Khẩu Hồ, Vân Lâm đạt 61,7 m/s (222 km/h)–tương ứng với gió giật trên cấp 17.  Lượng mưa từ ngày 5 đến chiều ngày 7 ghi nhận tại Mẫu Đơn, Bình Đông đạt 643mm; tại Đạt Nhân, Đài Đông là 580,5mm. Hoàn lưu còn sót lại của Danas cùng với gió mùa Tây Nam cũng khiến khiến cho Đài Loan chịu mưa lớn trên diện rộng vào ngày 10 tháng 7, với lượng mưa ghi nhận trong khoảng thời gian từ 00:00 đến 13:30 ngày 10 tháng 7 theo giờ địa phương tại Đại Vũ, Đài Đông là 451,5mm; tại Mã Gia, Bình Đông là 421mm. Theo một số báo cáo tại Đài Loan, có 2 người chết và 726 người bị thương do bão gây ra, ngoài ra có 2 người chết và 1 người mất tích do các tai nạn hoặc sự cố trong bão nhưng không được tính là do bão gây ra.

Tại Chiết Giang, gió giật đạt 33,2 m/s (120 km/h) ghi nhận tại đảo Tây Môn [zh] và Lộ Kiều, lượng mưa tại Phượng Dương,Thương Nam đạt 404mm từ 20:00 ngày 6 đến 08:00 ngày 10 theo giờ địa phương. Tại Hồ Nam, gió giật đạt 27,3 m/s (98 km/h) đã được ghi nhận tại một hồ chứa nước ở quận Quân Sơn.

### Bão Nari
Một nhiễu động hình thành cách Iwo Jima 100 km về phía tây vào ngày 11 tháng 7 và được JTWC đặt tên là 06W. Cùng ngày, Cơ quan Khí tượng Nhật Bản cũng làm theo và chỉ định nó là áp thấp nhiệt đới.  Vào ngày 12 tháng 7, 06W sau đó mạnh lên thành bão nhiệt đới, được JMA đặt tên là Nari.  Hình ảnh vệ tinh cho thấy Nari bị che khuất một phần, với luồng đối lưu sâu đang phát triển ở phía đông tâm bão.  Nari đã được nâng cấp thành bão nhiệt đới dữ dội vào ngày 13 tháng 7 khi nó mạnh lên. Tuy nhiên, một hình ảnh vệ tinh khác cho thấy các dải mây xoắn ốc xung quanh và trở nên nông hơn.  Đối lưu sâu của nó cũng bị phá vỡ do nhiệt độ bề mặt nước biển thấp gần rìa Dòng hải lưu Kuroshio.
Nari đã chuyển đổi thành xoáy thuận ngoại nhiệt đới vào ngày 15 tháng 7 khi nó di chuyển theo hướng đông-đông bắc hướng tới Hokkaido.  Vào lúc 02:00 ngày hôm đó, cơn bão đổ bộ gần Mũi Erimo ở mũi phía nam của hòn đảo, lần đầu tiên một xoáy thuận nhiệt đới đổ bộ vào tỉnh này kể từ Bão nhiệt đới Conson năm 2016 và là cơn bão đầu tiên được ghi nhận vào tháng 7 kể từ năm 1951. Cơn bão tan vào ngày 15 tháng 7, khiến JTWC phải đưa ra khuyến cáo cuối cùng vào ngày hôm đó.

Gió giật, sóng lớn và mưa lớn đã được báo cáo. Lượng mưa 144 mm (5,67 in) đã rơi xuống Tỉnh Mie.  Thiệt hại lên tới hơn US$1 triệu.

### Áp thấp nhiệt đới 07W
JTWC đã ghi nhận một vùng thấp hình thành trên Biển Hoa Đông, cách Thượng Hải 328 km về phía đông vào ngày 11 tháng 7. Sau đó, JMA đã nâng cấp nó lên áp thấp nhiệt đới vào buổi trưa. Ngày hôm sau, JTWC đã ban hành cảnh báo về hệ thống mặc dù nó là áp thấp cận nhiệt đới , chỉ định nó là 07W . Trong vài ngày tiếp theo, cơn bão di chuyển về phía đông và đổ bộ vào Kyūshū vào ngày 13 tháng 7.

### Bão Wipha (Crising) (Bão số 3)
Một vùng áp thấp hình thành bên trong PAR cách Philippines 1.040 km về phía đông vào ngày 15 tháng 7. Vào lúc 08:00 PHT (00:00 UTC) ngày 16 tháng 7, hệ thống đã phát triển thành áp thấp nhiệt đới, được PAGASA đặt tên là Crising. JTWC đã phân loại Crising là áp thấp gió mùa do hoàn lưu lớn trước khi ban hành TCFA khi cơn bão này tiếp tục hình thành thêm nhiều đỉnh mây. Vào lúc 23:00 PHT (15:00 UTC) ngày hôm đó, PAGASA bắt đầu phát tín hiệu bão ở một số khu vực  Luzon. Vào lúc 02:00 PHT (18:00 UTC) ngày 18 tháng 7, Crising đã được JMA nâng cấp thành bão nhiệt đới và đặt tên là Wipha.  Sau đó, cơn bão di chuyển về phía tây bắc, đi qua Santa Ana, Cagayan và sau đó đi qua Quần đảo Babuyan và tiếp tục mạnh lên.  Vào ngày 19 tháng 7, JTWC cũng làm theo, chỉ định tên gọi là 09W.
Wipha đã giúp tăng cường gió mùa Tây Nam, gây lũ lụt ở Philippines và làm 37 người tử vong. Các lớp học ở một số khu vực của đất nước đã bị tạm dừng vào ngày 18 tháng 7.
Sức gió duy trì ghi nhận tại Ngong Ping (Hồng Kông) là 171 km/h (cấp 15), tại đảo Quế Sơn (Châu Hải) là 159 km/h (cấp 14). Gió giật ghi nhận tại Ngong Ping là 234 km/h (trên cấp 17), tại đảo Quế Sơn là 204 km/h (cấp 17), tại Đại Bằng (Thâm Quyến) là 168 km/h (cấp 15). Tổng lượng mưa do bão là 427,4 mm tại trấn Mại Trần (Từ Văn, Quảng Đông) và 450,9mm tại trấn Lâm Thành (Lâm Cao, Hải Nam). Có tổng cộng 33 người bị thương trong cơn bão và phải đi điều trị tại Hồng Kông.
Ảnh hưởng của bão Wipha tại các đảo trên vịnh Bắc Bộ, gió giật 38,2 m/s (138 km/h) hay gió giật cấp 13 đã được ghi nhận tại đảo Vi Châu (Quảng Tây); các đảo của Việt Nam cũng đã ghi nhận gió mạnh như đảo Bạch Long Vĩ gió mạnh cấp 10 giật cấp 12, đảo Cô Tô và Hòn Dấu gió mạnh cấp 9.
Gió mạnh đã được ghi nhận tại một số nơi trên đất liền Việt Nam. Gió mạnh cấp 10 giật từ cấp 12 đến cấp 14 đã được ghi nhận tại một số nơi trên địa bàn tỉnh Quảng Ninh như Cửa Ông và Tiên Yên. Tính từ 04:00 ngày 22 tháng 7 đến 04:00 ngày 23 tháng 7 (giờ Việt Nam), lượng mưa trên 100mm đã được ghi nhận tại một số nơi trên địa bàn các tỉnh Sơn La, Lào Cai, Phú Thọ, Thanh Hóa, Nghệ An. Hoàn lưu bão gây mưa lớn trên diện rộng tại Nghệ An từ đêm ngày 21 đến ngày 25 tháng 7 dẫn đến hiện tượng lở đất và lũ quét làm 4 người chết trên địa bàn tỉnh.
Trung tâm Dự báo Khí tượng thủy văn quốc gia cho biết trận siêu dông xuất hiện ngày 19 tháng 7 gây ra vụ lật tàu ở Quảng Ninh khiến 39 người thiệt mạng không liên quan tới cơn bão.

### Bão Francisco (Dante)
Một vùng áp thấp hình thành ở phía nam-tây nam của Căn cứ Không quân Kadena lần đầu tiên được JTWC ghi nhận vào ngày 21 tháng 7. Vào ngày 22 tháng 7, JMA đã phân loại hệ thống này là áp thấp nhiệt đới.  Cả JTWC và PAGASA đều làm theo, với PAGASA đặt tên cho hệ thống là Dante, trong khi JTWC ban hành TCWS lúc đầu trước khi chỉ định nó là Áp thấp nhiệt đới 10W . Ngày hôm sau, cả JTWC và JMA đều nâng cấp thành bão nhiệt đới. 

Ngày hôm sau, cả JTWC và JMA đều nâng cấp 10W thành bão nhiệt đới, được JMA đặt tên là Francisco khi nó di chuyển theo hướng bắc-tây bắc.

### Bão Co-May (Emong) (Bão số 4)
Vào ngày 23 tháng 7, Trung tâm Cảnh báo Bão Liên hợp (JTWC) đã ban hành Cảnh báo Hình thành Bão Nhiệt đới (TCFA) đối với vùng nhiễu động 99W gần khu vực phía Bắc Luzon và sau đó đặt tên là bão số 11W. Trong khi đó, PAGASA cũng làm theo và cũng nâng cấp hệ thống này thành áp thấp nhiệt đới và đặt tên là Emong. Hệ thống này đang nhanh chóng củng cố. Cuối ngày hôm đó, JTWC và PAGASA đã nâng cấp ''11W'' thành bão nhiệt đới. Vào lúc 12:00 UTC, JMA cũng làm theo và đổi tên thành ''Co-may''. Do hiệu ứng Fujiwhara sắp xảy ra với Francisco, Co-may di chuyển theo hướng tây-tây nam trước khi vòng về phía đông bắc hướng tới Vùng Ilocos.

Về đợt mưa lớn ở Bắc Kinh, Thiên Tân và Hà Bắc, theo báo Tân Kinh,  cơn bão có tác động tới cường độ và sự phân bố mưa của đợt mưa và bão được coi là yếu tố tác động gián tiếp, không phải là yếu tố trực tiếp gây ra đợt mưa lớn này. Về thương vong của đợt mưa lớn, có 44 người chết và 9 người mất tích ở thủ đô Bắc Kinh; tại thành phố Thừa Đức (tỉnh Hà Bắc), 8 người chết và 4 người mất tích do sạt lở đất ở huyện Loan Bình, 8 người chết và 18 người mất tích ở huyện Hưng Long.

### Bão Krosa
Vào ngày 21 tháng 7, JTWC bắt đầu theo dõi một nhiễu động hình thành gần Guam trong điều kiện môi trường tương đối thuận lợi. Hệ thống dần dần củng cố trong những ngày tiếp theo. Vào ngày 23 tháng 7, JTWC đã ban hành Cảnh báo Hình thành Xoáy thuận Nhiệt đới cho hệ thống, và vài giờ sau, nó được chỉ định là Áp thấp Nhiệt đới 12W. Đầu ngày hôm sau, JMA công nhận 12W là một áp thấp nhiệt đới. Đến 10:00 cùng ngày, JMA đã đặt tên cho cơn bão là Krosa. Đối lưu của nó bắt đầu được tổ chức lại, JMA đã nâng cấp Krosa lên thành bão nhiệt đới dữ dội. Ngày 27 tháng 7, JMA đã nâng cấp Krosa lên thành bão cuồng phong, Sau đó, JTWC cũng tiếp tục theo dõi hệ thống; tuy nhiên, nó đã suy yếu thành bão nhiệt đới mạnh vào ngày 28 tháng 7, rồi tiếp tục suy yếu thành bão nhiệt đới vào ngày 30 tháng 7, trước khi mạnh lên trở lại thành bão nhiệt đới mạnh vào ngày hôm sau. Krosa duy trì được cường độ của mình nhờ các điều kiện môi trường chỉ vừa đủ thuận lợi, mặc dù hoàn lưu cấp thấp bị lộ rõ và có cấu trúc rời rạc, không tổ chức. Krosa suy yếu trở lại thành bão nhiệt đới lần thứ hai vào ngày 3 tháng 8 do chịu ảnh hưởng của độ đứt gió theo chiều thẳng đứng gia tăng và nhiệt độ nước biển mát hơn. Đến ngày 4 tháng 8, Krosa bắt đầu quá trình chuyển đổi thành xoáy thuận ngoại nhiệt đới khi nó di chuyển vào vùng đới khí quyển baroclinic ở phía bắc.

### Bão Bailu
Một áp thấp nhiệt đới hình thành ở đông nam Đảo Okinawa vào ngày 31 tháng 7. JTWC đã đánh dấu một vùng áp thấp cận nhiệt đới và được chỉ định là Invest 93W. Vào ngày 1 tháng 8, Trung tâm Cảnh báo Bão Liên hợp (JTWC) đã ban hành Cảnh báo Hình thành Xoáy thuận Nhiệt đới (TCFA) cho hệ thống này, dự báo khả năng hình thành xoáy thuận nhiệt đới trong vài ngày tới. Ngày hôm sau, hệ thống được JTWC phân loại là Áp thấp nhiệt đới 13W. Vào rạng sáng ngày 3 tháng 8, cả Cơ quan Khí tượng Nhật Bản (JMA) và JTWC đều nâng cấp 13W thành bão nhiệt đới, trong đó JMA đã đặt tên cho bão là Bailu.  Hình ảnh vệ tinh cho thấy một hoàn lưu cấp thấp (LLCC) đang hình thành chậm, với hệ thống vẫn còn bất đối xứng. Nhiều xoáy nhỏ hơn cũng đang hợp nhất, trong khi các vùng đối lưu mới bùng phát dọc theo rìa ngoài của cơn bão. Bailu cũng nằm trong một môi trường chỉ vừa đủ thuận lợi, với độ ẩm khí quyển cao, nhiệt độ bề mặt biển ấm từ 27–28 °C, độ đứt gió theo chiều thẳng đứng thấp (5–10 hải lý/giờ), và dòng thoát khí hướng cực ở mức trung bình. Sau đó, Bailu chuyển hướng về phía đông khi nó gặp khó khăn trong việc phát triển đối lưu do điều kiện môi trường, khiến nó suy yếu thành áp thấp nhiệt đới vào ngày 4 tháng 8 khi tiếp tục di chuyển xa hơn về phía đông. Đến 07:00 ngày 6 tháng 8, nó trở thành một vùng áp thấp ngoại nhiệt đới khi vượt qua vùng đới nhiệt – đới ôn (baroclinic zone).

### Áp thấp nhiệt đới Iona
Cơn bão Iona đang suy yếu, có nguồn gốc từ khu vực Trung Thái Bình Dương vào ngày 24 tháng 7, đã vượt qua Đường đổi ngày quốc tế vào đầu ngày 2 tháng 8 dưới dạng một áp thấp nhiệt đới. Khi tiến vào khu vực Tây Thái Bình Dương, hệ thống này được cả Cơ quan Khí tượng Nhật Bản (JMA) và Trung tâm Cảnh báo Bão Liên hợp (JTWC) giám sát và bắt đầu phát hành các bản tin cảnh báo tương ứng. Mặc dù đã chuyển sang lưu vực mới, hệ thống tiếp tục suy yếu do khối không khí khô và gió cắt thẳng đứng kéo dài, cản trở khả năng mạnh lên trở lại. Do đó, JTWC nhanh chóng ngừng phát hành các cảnh báo không lâu sau khi Iona đi vào khu vực này. Tuy nhiên, JMA vẫn tiếp tục theo dõi tàn dư của hệ thống trong vài ngày tiếp theo và đưa ra các cập nhật không thường xuyên cho đến khi nó được ghi nhận lần cuối vào ngày 4 tháng 8.

### Áp thấp nhiệt đới 14W
Một áp thấp nhiệt đới hình thành ở phía bắc Đảo Wake vào ngày 2 tháng 8. Hai ngày sau, Trung tâm Cảnh báo Bão Liên hợp (JTWC) đã ban hành Cảnh báo Hình thành Xoáy thuận Nhiệt đới (TCFA), cho thấy một hoàn lưu cấp thấp (LLCC) hoàn toàn lộ rõ đang từ từ nhưng ổn định mạnh lên mặc dù nằm trong môi trường biên giới (không lý tưởng). Vào cuối ngày hôm đó, hệ thống này đã được JTWC phân loại là Áp thấp nhiệt đới 14W. Hình ảnh vệ tinh cho thấy hoàn lưu cấp thấp (LLCC) của áp thấp nhiệt đới 14W đang nằm trong điều kiện bất lợi, với gió đứt mạnh từ hướng đông bắc và không khí khô hiện diện ở khu vực Thái Bình Dương, do đó cản trở sự phát triển tiếp theo của hệ thống này. Hệ thống đã tan vào cuối ngày 4 tháng 8 và hợp nhất với một nhiễu động khác ở ngay phía nam đảo Wake.

### Ắp thấp nhiệt đới 15W
Một áp thấp nhiệt đới đã hình thành ở phía tây bắc đảo Wake vào đầu ngày 5 tháng 8, cũng ở phía nam tàn dư của bão số 14W. Ban đầu, áp thấp chỉ có khả năng phát triển thấp do điều kiện môi trường không thuận lợi. Tuy nhiên, khả năng phát triển đã tăng lên vào ngày hôm sau khi hệ thống tiếp tục tổ chức lại mặc dù môi trường hiện tại vẫn còn hạn chế. Đến đầu ngày tiếp theo, JTWC cũng đã theo sát và đặt tên cho hệ thống là 15W. JMA theo dõi áp thấp nhiệt đới lần cuối cùng vào đầu ngày 7 tháng 8 (18:00 UTC ngày 6 tháng 8).

### Bão Podul (Gorio)
Vào ngày 6 tháng 8, Cơ quan Khí tượng Nhật Bản (JMA) bắt đầu theo dõi một vùng đối lưu hình thành cách Saipan khoảng 230 hải lý (430 km) về phía đông bắc. Sau đó trong ngày, JMA cũng bắt đầu giám sát hệ thống này và phân loại nó là một áp thấp nhiệt đới. Ngày hôm sau, JTWC bắt đầu phát hành các bản khuyến cáo về hệ thống, đánh giá khả năng hình thành bão cao và ban hành Cảnh báo Hình thành Xoáy thuận Nhiệt đới (TCFA), lưu ý rằng các điều kiện môi trường thuận lợi cho quá trình hình thành xoáy thuận nhiệt đới. Vào 07:00, JTWC định danh áp thấp nhiệt đới này là 16W. Rạng sáng ngày 8 tháng 8, 16W mạnh lên thành bão nhiệt đới và được JMA đặt tên là Podul. Mặc dù đã mạnh lên, tâm hoàn lưu gió thấp (LLCC) của Podul ban đầu vẫn lộ rõ do chịu tác động của gió cắt thẳng đứng từ đông bắc kéo dài; tuy nhiên, trong 24 giờ tiếp theo, hệ thống đã dần được tổ chức chặt chẽ hơn.
Về độ chính xác dự báo đường đi bão Podul của các mô hình dự báo thời tiết, Đài Thiên văn Hồng Kông (HKO) nhận định mô hình dự báo có sử dung trí tuệ nhân tạo (AI) dự báo chính xác hơn mô hình dự báo số truyền thống. Trong khi vào ngày 8 tháng 8, các mô hình truyền thống dự báo cơn bão sẽ di chuyển về phía quần đảo Ryukyu và tan dần thì các mô hình sử dụng AI dự báo bão hướng tây hơn và hướng đến miền nam Đài Loan (thực tế thì tương đối đúng như vậy, cơn bão đổ bộ vào Thái Ma Lý (Đài Đông, Đài Loan) vào khoảng 13:00 ngày 13 theo giờ địa phương). Mặc dù vậy HKO cho rằng mô hình sử dụng AI vẫn còn một số hạn chế trong việc cường độ và lượng mưa do bão.
Gió giật trên cấp 17 đã được ghi nhận tại hai hòn đảo nhỏ gần Đài Loan: gió giật 228 km/h tại Lục Đảo, gió giật  225 km/h tại Lan Tự. Gió giật quan trắc được trên đảo Đài Loan tại Phú Cương, Đài Đông là 178 km/h (cấp 15), tại Mỹ Hoà, Thái Ma Lý là 156 km/h (cấp 14). Tại vùng ven biển miền Trung và miền Nam Phúc Kiến, gió mạnh từ cấp 8 đến cấp 11 và giật từ cấp 12 đến cấp 14 đã được ghi nhận, gió giật cao nhất trên đất liền Phúc Kiến là 153 km/h (cấp 14) tại trấn Nam Nhật, huyện Tú Tự.

### Áp thấp nhiệt đới Fabian (ATNĐ tháng 8 trên biển Đông)
Vào ngày 7 tháng 8, Trung tâm Cảnh báo Bão Liên hợp (JTWC) đã xác định một vùng đối lưu hình thành ở phía tây Luzon, Philippines. Sau đó, nó đi qua phía bắc Luzon. Đầu ngày 8 tháng 8, JMA  phân loại hình thái là áp thấp nhiệt đới. Lúc 08:00 PHT (07:00 ICT), PAGASA cũng đã nâng cấp hệ thống lên áp thấp nhiệt đới, đặt tên là Fabian. Vào ngày 9 tháng 8, PAGASA hạ cấp hệ thống xuống thành vùng áp thấp trước khi nó tan dần vào cuối ngày hôm đó. Cũng vào buổi chiều ngày hôm đó, JMA đã không còn công nhận áp thấp là áp thấp nhiệt đới. 
Trung tâm Dự báo Khí tượng thủy văn quốc gia (NCHMF) cũng công nhận hình thái là áp thấp nhiệt đới.

### Áp thấp nhiệt đới 17W (ATNĐ thứ 2 trong tháng 8 trên biển Đông)
Tối ngày 16 tháng 8, NCHMF nhận định vùng áp thấp ở vùng biển phía Nam quần đảo Hoàng Sa mạnh lên thành áp thấp nhiệt đới. Đến sáng ngày 17 tháng 8, JMA cũng nhận định một áp thấp nhiệt đới hình thành gần quần đảo này ở toạ độ 17oN 111oE. Sáng ngày 18, JTWC phát tin TCFA về vùng áp thấp (JTWC định danh là Invest 91W), nhận đinh rằng một vùng mây đối lưu sâu đang phát triển mạnh mẽ trên tâm xoáy (LLCC), với các dải mây cong ở phía Đông Nam, trường gió của hình thế đang thu hẹp cho thấy quá trình chuyển đổi từ áp thấp gió mùa sang áp thấp nhiệt đới. Đến chiều cùng ngày họ công nhận Invest 91W là áp thấp nhiệt đới. Sáng ngày 19, áp thấp nhiệt đới đi vào đất liền khu vực các tỉnh Quảng Ninh, Hải Phòng và trưa cùng ngày, NCHMF nhận định áp thấp nhiệt đới suy yếu thành một vùng áp thấp.
Ảnh hưởng của hoàn lưu áp thấp nhiệt đới đã gây gió giật 125 km/h (cấp 12) tại trấn Xuyên Đảo (Đài Sơn), gió giật 100 km/h (cấp 10) tại quần đảo Thất Châu (gần đảo Hải Nam), gió giật 103 km/h (cấp 11) tại trấn Giang Sơn (Phòng Thành), gió giật 101 km/h (cấp 10) tại trấn Xí Sa (Cảng Khẩu), gió mạnh cấp 7 giật cấp 8 tại đảo Bạch Long Vĩ, gió mạnh cấp 6 giật cấp 9 tại Quảng Hà (Quảng Ninh).

### Xoáy thuận khác
- Đường đi theo JTWC và ảnh vệ tinh của hình thái 08W Đầu ngày 15 tháng 7, JTWC ban hành bản tin TCFA (cảnh báo xoáy thuận nhiệt đới sắp hình thành) cho một nhiễu động mà họ định danh là Invest 95W ở vùng biển ngoài khơi cách khoảng 505 hải lý (935 km) về phía Nam của Tokyo.[134] Vài giờ sau, họ công nhận đây là một cơn bão nhiệt đới và thay đổi định danh thành 08W.[135] Đến tối cùng ngày, hình thái di chuyển vào vùng biển ven bờ phía Đông Nhật Bản, có quét qua mũi Inubō.[136] Tuy nhiên JMA không công nhận hình thái này là xoáy thuận nhiệt đới mà chỉ ban hành bản tin cảnh báo gió mạnh cho vùng biển phía Đông Nhật Bản.[137] JTWC phát bản tin cảnh báo cuối cùng về 08W vào đầu ngày 16, cho biết nó suy yếu thành áp thấp nhiệt đới trên bề mặt đất ở phía Đông Bắc đảo Honshu.[138]
- Vào ngày 30 tháng 7, JTWC ghi nhận một áp thấp cận nhiệt đới phía đông Nhật Bản và đặt tên mã là Invest 92W. Hệ thống này tan sau vài giờ mà không được Cơ quan Khí tượng Nhật Bản (JMA) công nhận.
- Sáng ngày 1 tháng 8, JMA cho biết một áp thấp nhiệt đới hình thành trên vịnh Bắc Bộ và tan vào tối cùng ngày.[139][140] NCHMF công nhận đây là một vùng áp thấp.[141] Chỉ khoảng 6 giờ sau, đến đầu ngày 2 tháng 1, JMA phát tin áp thấp nhiệt đới xuất hiện trở lại trên đất liền Quảng Tây và dừng phát bản tin vào chiều cùng ngày.
- Vào ngày 13 tháng 8, Trung tâm Cảnh báo Bão Liên hợp (JTWC) ghi nhận một áp thấp cận nhiệt đới gần Đường đổi ngày quốc tế và định danh nó là Invest 99W. Hệ thống này trong vào ngày 14 tháng 8 mà không được Cơ quan Khí tượng Nhật Bản (JMA) công nhận.

## Mùa bão và tên bão

### Tên quốc tế
Các xoáy thuận nhiệt đới được đặt tên theo danh sách bên dưới do Trung tâm Khí tượng Chuyên ngành Khu vực (RSMC) ở Tokyo, Nhật Bản, khi một xoáy thuận đạt đến cường độ bão nhiệt đới. Các tên gọi do các thành viên của ESCAP/WMO Typhoon Committee đề xuất. Mỗi nước trong số 14 nước và vùng lãnh thổ thành viên đưa ra 10 tên gọi, được sử dụng theo thứ tự ABC, bằng tên tiếng Anh của quốc gia đó. Sau đây là các tên gọi dự kiến sẽ đặt tên cho các cơn bão năm 2025:
| - Wutip (2501) - Sepat (2502) - Mun (2503) - Danas (2504) - Nari (2505) - Wipha (2506) - Francisco (2507) | - Co-May (2508) - Krosa (2509) - Bailu (2510) - Podul (2511) - Lingling (chưa sử dụng) - Kajiki (chưa sử dụng) - Nongfa (chưa sử dụng) | - Peipah (chưa sử dụng) - Tapah (chưa sử dụng) - Mitag (chưa sử dụng) - Ragasa (chưa sử dụng) - Neoguri (chưa sử dụng) - Bualoi (chưa sử dụng) - Matmo (chưa sử dụng) | - Halong (chưa sử dụng) - Nakri (chưa sử dụng) - Fengshen (chưa sử dụng) - Kalmaegi (chưa sử dụng) - Fung-wong (chưa sử dụng) - Koto (chưa sử dụng) - Nokaen (chưa sử dụng) |

### Tên địa phương của Philippines
Cục quản lý Thiên văn, Địa vật lý và Khí quyển Philippines (PAGASA) sử dụng danh sách tên bão riêng của họ để đặt cho một xoáy thuận nhiệt đới khi nó đi vào khu vực theo dõi của họ. PAGASA đặt tên cho áp thấp nhiệt đới đã hình thành trong khu vực theo dõi của họ và những xoáy thuận nhiệt đới di chuyển vào khu vực theo dõi của họ. Nếu danh sách các tên trong năm đó bị sử dụng hết, tên sẽ được lấy từ một danh sách phụ trợ, và danh sách tên bão sẽ được đưa ra trước khi mùa bão bắt đầu. Tên còn lập lại (chưa bị khai tử) từ danh sách này sẽ được sử dụng một lần nữa trong mùa bão năm 2020. Đây là danh sách tương tự được sử dụng trong mùa bão 2021, với ngoại lệ có Jacinto và Opong thay thế Jolina, Odette.
| - Auring - Bising (2504) - Crising (2506) - Dante (2507) - Emong (2508) | - Fabian - Gorio (2511) - Huaning (đang hoạt động) - Isang (chưa sử dụng) - Jacinto (chưa sử dụng) | - Kiko (chưa sử dụng) - Lannie (chưa sử dụng) - Mirasol (chưa sử dụng) - Nando (chưa sử dụng) - Opong (chưa sử dụng) | - Paolo (chưa sử dụng) - Quedan (chưa sử dụng) - Ramil (chưa sử dụng) - Salome (chưa sử dụng) - Tino (chưa sử dụng) | - Uwan (chưa sử dụng) - Verbena (chưa sử dụng) - Wilma (chưa sử dụng) - Yasmin (chưa sử dụng) - Zoraida (chưa sử dụng) |

| - Alamid (chưa sử dụng) - Bruno (chưa sử dụng) | - Conching (chưa sử dụng) - Dolor (chưa sử dụng) | - Ernie (chưa sử dụng) - Florante (chưa sử dụng) | - Gerardo (chưa sử dụng) - Hernan (chưa sử dụng) | - Isko (chưa sử dụng) - Jerome (chưa sử dụng) |

### Số hiệu cơn bão tại Việt Nam
Ở Việt Nam một cơn bão được đặt số hiệu khi nó đi vào vùng thuộc phạm vi theo dõi của Trung tâm Dự báo Khí tượng Thủy văn Việt Nam được xác định trên biển Đông phía Tây kinh tuyến 120 độ kinh Đông và phía Bắc vĩ tuyến 10 độ vĩ Bắc. Số hiệu của bão được đặt theo số thứ tự xuất hiện của nó trong năm ví dụ: Bão số 1, bão số 2,... Còn đối với ATNĐ, số hiệu đặt theo tháng trước, sau đó đến thứ tự trong tháng. VD áp thấp nhiệt đới tháng 10, áp thấp nhiệt đới 1 tháng 9,...
Tính đến 23/06/2025, trên biển Đông đã xuất hiện 2 xoáy thuận nhiệt đới (1 Bão, 1 ATNĐ)  được nước ta công nhận.
Dưới đây là các cơn bão/ATNĐ đã được Trung tâm Dự báo Khí tượng Thủy văn Trung ương đặt số hiệu trong năm 2025 (kèm theo là vùng đổ bộ):
- Bão số 1 (Wutip) - Đổ bộ vào Bán đảo Lôi Châu, Trung Quốc
- Bão số 2 (Danas) - Đổ bộ vào huyện Gia Nghĩa, Đài Loan
- Bão số 3 (Wipha) -  Đổ bộ vào tỉnh Ninh Bình
- Bão số 4 (Co-May) - Đổ bộ vào Bắc đảo Lu Dông, Philippines

- ATNĐ tháng 2 - Tan trên biển
- ATNĐ tháng 6 - Đổ bộ vào đảo Hải Nam, Trung Quốc
- ATNĐ số 1 tháng 8 - Đổ bộ vào Bắc đảo Lu Dông, Philippines
- ATNĐ số 2 tháng 8 - Đổ bộ vào tỉnh Quảng Ninh

Chú ý
- Nếu bão ở trên biển Đông đang hoạt động mà chưa đến đất liền thì được coi như là Chưa đổ bộ, còn nếu bão vào đất liền thì được coi như là Đổ bộ vào tỉnh nào/Khu vực nào. Tỉnh ven biển đầu tiên mà tâm bão đi qua tại Việt Nam được tính là nơi đổ bộ chính thức của bão ở nước ta.

### Tổng quan mùa bão
Đây là bảng của tất cả các cơn bão đã hình thành trong mùa bão năm 2025 ở Tây Bắc Thái Bình Dương. Nó bao gồm tên, ngày tháng, sức gió, áp suất, khu vực đổ bộ, thiệt hại và số người chết được biểu thị bằng chữ in đậm. Cái chết trong ngoặc đơn thường là bổ sung hoặc gián tiếp (một ví dụ về cái chết gián tiếp  là một tai nạn giao thông), nhưng vẫn sẽ liên quan đến cơn bão đó. Thiệt hại và tử vong bao gồm tổng số người bị tai nạn, sóng hoặc lũ lụt... và tất cả các con số thiệt hại là vào năm 2025 được tính bằng USD (những sức gió dưới đây được tính bằng sức gió 10 phút của JMA):
| Tên bão                          | Thời gian hoạt động         | Cấp độ cao nhất      | Sức gió duy trì   | Áp suất               | Khu vực tác động | Tổn thất (USD) | Số người chết | Tham khảo |
| -------------------------------- | --------------------------- | -------------------- | ----------------- | --------------------- | --- | -------------- | ------------- | --------- |
| TD (ATNĐ 01)                     | 11 tháng 2 - 17 tháng 2     | Áp thấp nhiệt đới    | 45 km/h (30 mph)  | 1008 hPa (29,77 inHg) | Việt Nam, Malaysia, Singapore, Palawan                                                                                       | Không có       | Không có      |           |
| Wutip (Bão số 1)                 | 9 tháng 6 - 15 tháng 6      | Bão nhiệt đới dữ dội | 110 km/h (70 mph) | 980 hPa (28,94 inHg)  | Bắc Trung Bộ, Duyên hải Nam Trung Bộ, Tây Nguyên, Palau, Philippines, Trung Quốc, Lào, Campuchia, Thái Lan, Hong Kong, Macau | $253 triệu     | 19            |           |
| Auring                           | 11 tháng 6 - 13 tháng 6     | Áp thấp nhiệt đới    | 55 km/h (35 mph)  | 1002 hPa (29,59 inHg) | Philippines (Luzon), Đài Loan, Trung Quốc (Hoa Trung, Hoa Đông)                                                              | Không đáng kể  | 1             |           |
| Sepat                            | 21 tháng 6 - 26 tháng 6     | Bão nhiệt đới        | 65 km/h (40 mph)  | 1004 hPa (29,65 inHg) | Nhật Bản | Không có       | Không có      |           |
| 03W (ATNĐ 02)                    | 24 tháng 6 - 27 tháng 6     | Áp thấp nhiệt đới    | 55 km/h (35 mph)  | 1002 hPa (29,59 inHg) | Philippines, Nam Trung Quốc, Hong Kong, Macau, Việt Nam                                                                      | Không xác định | 6             |           |
| Mun                              | 1 tháng 7 - 8 tháng 7       | Bão nhiệt đới dữ dội | 95 km/h (60 mph)  | 990 hPa (29,23 inHg)  | Không có | Không có       | Không có      |           |
| Danas (Bising) (Bão số 2)        | 3 tháng 7 - 11 tháng 7      | Bão cuồng phong mạnh | 120 km/h (75 mph) | 980 hPa (28,94 inHg)  | Philippines, Đài Loan, Nhật Bản, Trung Quốc, Hồng Kông, Macau                                                                | >$113 triệu    | 10            |           |
| Nari                             | 11 tháng 7 - 15 tháng 7     | Bão nhiệt đới dữ dội | 95 km/h (60 mph)  | 985 hPa (29,09 inHg)  | Nhật Bản, Alaska, Quần đảo Kuril                                                                                             | $1 triệu       | Không có      |           |
| 07W                              | 11 tháng 7 - 16 tháng 7     | Áp thấp nhiệt đới    | 55 km/h (35 mph)  | 992 hPa (29,29 inHg)  | Nhật Bản, Hàn Quốc, Đài Loan, Trung Quốc                                                                                     | Không đáng kể  | 21            |           |
| 08W                              | 15 tháng 7                  | Bão nhiệt đới        | 85 km/h (50 mph)  | 1001 hPa (29,56 inHg) | Nhật Bản, Quần đảo Kuril | Không đáng kể  | Không có      |           |
| Wipha (Crising) (Bão số 3)       | 16 tháng 7 – 23 tháng 7     | Bão nhiệt đới dữ dội | 110 km/h (70 mph) | 970 hPa (28,64 inHg)  | Philippines, Đài Loan, Trung Quốc, Việt Nam, Hồng Kông, Macau, Thái Lan, Lào, Myanmar, Campuchia                             | >$819 triệu    | 56            |           |
| Francisco (Dante)                | 22 tháng 7 – 27 tháng 7     | Bão nhiệt đới        | 75 km/h (45 mph)  | 990 hPa (29,23 inHg)  | Philippines, Nhật Bản, Đài Loan, Trung Quốc                                                                                  | Không xác định | Không có      |           |
| Co-May (Emong) (Bão số 4)        | 23 tháng 7 – 3 tháng 8      | Bão cuồng phong mạnh | 120 km/h (75 mph) | 975 hPa (28,79 inHg)  | Philippines, Đài Loan, Nhật Bản, Trung Quốc, Hàn Quốc                                                                        | $73 triệu      | 55            |           |
| Krosa                            | 24 tháng 7 – 4 tháng 8      | Bão cuồng phong mạnh | 140 km/h (85 mph) | 965 hPa (28,50 inHg)  | Guam, Quần đảo Bắc Mariana, Nhật Bản                                                                                         | Không đáng kể  | Không có      |           |
| Bailu                            | 31 tháng 7 – 6 tháng 8      | Bão nhiệt đới        | 65 km/h (40 mph)  | 994 hPa (29,35 inHg)  | Nhật Bản | Không đáng kể  | Không có      |           |
| TD                               | 1 tháng 8 - 2 tháng 8       | Áp thấp nhiệt đới    | Không xác định    | 996 hPa (29,41 inHg)  | Không rõ | Không có       | Không có      |           |
| Iona                             | 2 tháng 8 – 4 tháng 8       | Áp thấp nhiệt đới    | 55 km/h (35 mph)  | 1008 hPa (29,77 inHg) | Không có | Không có       | Không có      |           |
| 14W                              | 2 tháng 8 - 4 tháng 8       | Áp thấp nhiệt đới    | Không xác định    | 1010 hPa (29,83 inHg) | Không có | Không có       | Không có      |           |
| 15W                              | 5 tháng 8 - 7 tháng 8       | Áp thấp nhiệt đới    | Không xác định    | 1006 hPa (29,71 inHg) | Không có | Không có       | Không có      |           |
| Poldul                           | 6 tháng 8 - 15 tháng 8      | Bão cuồng phong mạnh | 150 km/h (90 mph) | 960 hPa (28,35 inHg)  | Quần đảo Bắc Mariana, Đài Loan, Nhật Bản, Trung Quốc, Philippines, Hồng Kông, Macau, Việt Nam                                | >$14,3 triệu   | 2             |           |
| Fabian (ATNĐ 03)                 | 7 tháng 8 - 9 tháng 8       | Áp thấp nhiệt đới    | Không xác định    | 1006 hPa (29,71 inHg) | Philippines | Không đáng kể  | Không có      |           |
| 17W (ATNĐ 04)                    | 17 tháng 8 – 19 tháng 8     | Áp thấp nhiệt đới    | 55 km/h (35 mph)  | 1000 hPa (29,53 inHg) | Việt Nam, Trung Quốc, Hồng Kông, Macau                                                                                       | Không có       | Không có      |           |
| 18W (Huaning)                    | 17 tháng 8 – Đang hoạt động | Áp thấp nhiệt đới    | 55 km/h (35 mph)  | 1008 hPa (29,77 inHg) | Nhật Bản | Không có       | Không có      |           |
| Tổng tỷ số mùa bão               |                             |                      |                   |                       | |                |               |           |
| 23 xoáy thuận (Poldul mạnh nhất) | 11 tháng 2 –Đang diễn ra    |                      | 150 km/h (90 mph) | 960 hPa (28,35 inHg)  | | >$1,27 tỷ      | 170           |           |